# Zelo lahek reaktivec
Zelo lahek reaktivec, tudi VLJ,  Very Light Jet, Personal Jet je vrsta majhnega reaktivnega letala. Prej so jih označevali tudi kot MicroJet. Po navadi ima dva turboventilatorska motorja, lahko pa tudi samo enega.. Po navadi ima 4-8 sedežev in ima maksimalno vzletno težo manjšo od 5 ton. Certificiran je tako, da ga lahko leti samo en pilot. So precej lažji kot običajna poslovna letala in tudi področje operacij se razlikuje. Nimajo stevardes in  niso tako luksuzni kot običajna poslovna letala. VLJ bodo lahko v prihodnosti povsem revolucionirali letalski promet.
Lastnik VLJ-a je v veliko primerih tudi pilot, upravljanje letala je primerljivo z bolj naprednim športnim letalom, v nekaterih primerih celo lažje. Za upravljanje uurboventilatorskega motorja se uporablja samo ena ročica, pri propelerskih so po navadi dve ali tri: moč, naklon propelerja in mešanica goriva. Elektronski sistem krmiljenja motorja FADEC, skrbi, da motor deluje v parametrih. Prav tako je VLJ opremljen z avtopilotom, kar je zelo uporabno, ko pilot leti sam, brez kopilota v instrumentalnih IFR pogojih, pogojih slabe vidljivosti in kjer je potrebna točna navigacija. 
Zelo lahki reakivci lahko vzletujejo in pristajajo z zelo kratkih stez, kar jim omogoča precej večje območje uporabe kot navadni reaktivci. VLJ, posebej, tisti z enim motorjem imajo zelo majhno težo, zato lahko v primeru  nevarnosti uporabimo reševalno padalo - BRS (Ballistic Recovery Systems). So pa lahki reaktivci kljub samo enem motorju, precej bolj varni kot navadna batna športna letala. Večino VLJ poganja turbofan Williams FJ33 ali pa Pratt-Whitney PW615

## Primeri zelo lahkih reaktivcev
V uporabi:
- Cessna Citation Mustang
- Eclipse 500
- Embraer Phenom 100

V fazi testiranja:
- Cirrus Vision SF50
- Honda HA-420 HondaJet
- Diamond D-Jet

Drugi projekti:
- Epic Victory
- Sport Jet II
- Spectrum S-33 Independence
- Adam A700 AdamJet
- ATG Javelin
- PiperJet
- VisionAire Vantage